# Марко ван Гінкел
Марко ван Гінкел (нід. Marco van Ginkel, нар. 1 грудня 1992, Амерсфорт) — нідерландський футболіст, центральний півзахисник клубу «Вітесс».

## Клубна кар'єра

### Ранні роки
Народився 1 грудня 1992 року в місті Амерсфорт в родині футболіста Алекса ван Гінкела, який виступав за «Утрехт». Марко у віці 10 років прийшов з дитячого клубу «Валлейвогелс» в молодіжну академію «Вітесса», де навчався до 2009 року. 

### «Вітесс»
Дебют на професійному рівні ван Гінкела відбувся у віці 17 років, коли 9 квітня 2010 року він вийшов на заміну в гостьовому матчі з «Валвейком». Перша поява в стартовому складі відбулася 18 квітня 2010 року в поєдинку проти «Роди». У загальній складності Марко зіграв у сезоні 2009/10 чотири матчі. 

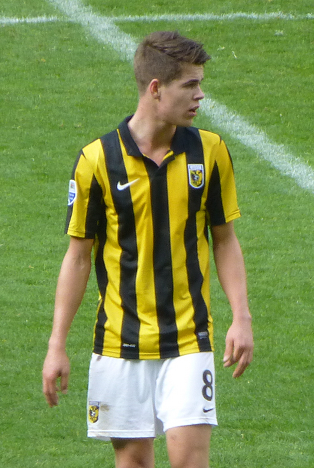
Марко ван Гінкел під час виступів за «Вітесс». 11 листопада 2012 року.

У своєму другому сезоні він відзначився першим голом за «Вітесс». 14 серпня 2010 року Марко у виїзному матчі проти «Аякса» забив другий м'яч у ворота амстердамців, але в підсумку столичний гранд здобув перемогу з рахунком 4:2.
У вересні 2011 року він в черговий раз продовжив свій контракт з «Вітессом», термін дії якого завершувався в 2015 році і з тих пір зайняв міцне місце в основі півзахисту «Вітесса». Також Марко дебютував у Лізі Європи, зігравши 4 матчі у відбірковому раунді сезону 2012/13, забивши 3 голи у ворота пловдивського «Локомотива» і запам'ятавшись активними діями в матчах з махачкалинським «Анжі».
По закінченні сезону 2012/13 Марко отримав премію імені Йохана Кройфа, яка вручається найкращому молодому гравцеві року (провів 33 матчі, забив вісім голів і віддав вісім результативних передач, ставши одним з лідерів «Вітесса»).

### «Челсі»
3 липня 2013 року англійський клуб «Челсі» оголосив про досягнення угоди з «Вітессом» про перехід ван Гінкела. Сума трансферу, повідомлялося, що знаходиться в районі 8 млн фунтів стерлінгів. 5 липня «Челсі» підтвердив, що підписання ван Гінкеля завершено і з нідерландським півзахисником підписаний п'ятирічний контракт. У першому інтерв'ю офіційному сайту «Челсі», ван Гінкел охарактеризував себе як командного гравця, що грає «від штрафної до штрафної», який може швидко пробігти велику відстань і забити.
Дебютував за новий клуб у першому матчі сезону проти «Галл Сіті». 18 вересня вперше зіграв у Лізі чемпіонів в матчі проти «Базеля». 24 вересня у зустрічі зі «Свіндон Таун» в рамках кубка ліги Марко отримав травму, яка вивела його з ладу на півроку.
Повернувся на поле нідерландець лише 21 березня 2014 року в матчі молодіжного складу «Челсі» проти «Манчестер Юнайтед».

### Оренда в «Мілан»
1 вересня 2014 року ван Гінкел перейшов в «Мілан», який виступає у Серії A, на правах оренди строком на один сезон. 23 вересня Марко дебютував за «Мілан» в матчі чемпіонату проти «Емполі», але 34-й хвилині він був змушений покинути поле через травму. Після відновлення ван Гінкел став запасним гравцем та довго не виходив на поле, через що з'явилися розмови про його дострокове повернення в «Челсі». Лише 30 листопада 2014 року ван Гінкел знову вийшов на поле в матчі Серії А проти «Удінезе» (2:0). 
У наступній грі Марко вкотре лишився на лаві запасних, після чого на одному з тренувань отримав травму в зіткненні з партнером по команді Саллі Мунтарі і вилетів на два місяці. 24 січня нідерландець вперше після травми вийшов на поле, після чого став стабільним гравцем основного складу і 9 травня, ван Гінкел забив свій перший і єдиний гол за «россонері», принісши клубу домашню перемогу над «Ромою» (2:1).
Всього за сезон ван Гінкел зіграв 17 матчів в Серії А і одну гру у національному кубку, після чого повернувся в «Челсі».

### Оренда в «Сток Сіті»
10 липня 2015 року ван Гінкел був відданий на сезон в оренду в «Сток Сіті», що виступав у Прем'єр-лізі. 9 серпня дебютував за «Гончарів», вийшовши в основному складі на матч 1-го туру Прем'єр-ліги проти «Ліверпуля» (0:1) і, незважаючи на поразку, був названий гравцем матчу. У новій команді ван Гінкел програв конкуренцію іншому новачку, співвітчизнику Ібрагіму Афеллаю, тому виходив на поле не дуже часто. Після того як на початку 2016 року клуб придбав Жаннеллі Імбула, «гончарі» вирішили достроково розірвати орендну угоду з ван Гінкелем. До того часу він встиг відіграти за команду з міста Сток-он-Трент 17 матчів в національному чемпіонаті.

### Оренда в ПСВ
2 лютого 2016 року півзахисника було віддано в оренду до кінця сезону на батьківщину у ПСВ. У січні 2017 він був знову відданий в оренду до ПСВ, цього разу на півтора сезони. 16 липня 2017 року оренду ван Гінкеля в ПСВ було продовжено на сезон 2017-18 рр. Попри свій вік і те, що він був орендований, ван Гінкел замінив Люка де Йонга на посаді капітана.
15 квітня 2018 року він відіграв усі 90 хвилин, коли ПСВ переміг "Аякс" з рахунком 3:0 і завоював титул чемпіона Ередивізії 2017-18. Через три місяці Ван Гінкел переніс операцію з реконструкції передньої хрестоподібної зв'язки та лікування пошкодження коліна, і, як очікувалося, вибув приблизно на вісім місяців.

### Повернення до «Челсі»
Після того, як його оренда в ПСВ закінчилася і він повернувся до "Челсі", Ван Гінкел залишався поза грою протягом наступних двох сезонів. 26 червня 2020 року Ван Гінкел підписав нову однорічну угоду з "Челсі", незважаючи на те, що за сім років він лише чотири рази з'явився у складі першої команди.

### ПСВ
6 жовтня 2020 року ван Гінкел повернувся до Нідерландів з ПСВ до кінця сезону 2020-21. Це був його третій виступ у клубі, раніше він виграв два титули Ередивізі у 2016 та 2018 роках, другий з них як капітан. 18 червня 2021 року він перейшов до ПСВ на постійній основі.

### Повернення до «Вітесса»
31 січня 2023 року Ван Гінкел повернувся до клубу свого дитинства «Вітесса» за нерозголошену суму, підписавши контракт до червня 2024 року з командою з Арнема.

## Виступи за збірні
2009 року дебютував у складі юнацької збірної Нідерландів, взяв участь у 4 іграх на юнацькому рівні.
Протягом 2011–2013 років залучався до складу молодіжної збірної Нідерландів, разом з якою став півфіналістом молодіжного чемпіонату Європи 2013 року в Ізраїлі. На молодіжному рівні зіграв у 20 офіційних матчах, забив 4 голи.
14 листопада 2012 року дебютував в офіційних іграх у складі національної збірної Нідерландів у товариському матчі проти збірної Німеччини, вийшовши на заміну замість Ібрагіма Афеллая на 59-й хвилині. Матч закінчився внічию з рахунком 0:0 на «Амстердам-Арена».
Станом на 8 серпня 2023 провів у формі головної команди країни 8 матчів.
| Дата       | Місто     | Господарі  | Результат | Гості      | Турнір            | Голи | Примітки |
| ---------- | --------- | ---------- | --------- | ---------- | ----------------- | ---- | -------- |
| 14-11-2012 | Амстердам | Нідерланди | 0 – 0     | Німеччина  | товариський матч  | -    | 59'      |
| 14-08-2013 | Фару      | Португалія | 1 – 1     | Нідерланди | товариський матч  | -    | 46'      |
| 29-3-2016  | Лондон    | Англія     | 1 – 2     | Нідерланди | товариський матч  | -    | 79'      |
| 27-5-2016  | Дублін    | Ірландія   | 1 – 1     | Нідерланди | товариський матч  | -    | 70'      |
| 1-6-2016   | Гданськ   | Польща     | 1 – 2     | Нідерланди | товариський матч  | -    | 71'      |
| 4-6-2016   | Відень    | Австрія    | 0 – 2     | Нідерланди | товариський матч  | -    | 71'      |
| 3-9-2017   | Амстердам | Нідерланди | 3 – 1     | Болгарія   | Відбір до ЧС 2018 | -    | 86'      |
| 14-11-2017 | Бухарест  | Румунія    | 0 – 3     | Нідерланди | товариський матч  | -    | 62'      |
| Усього     |           | Матчів     | 8         |            | Голів             | 0    |          |

## Титули і досягнення
- Чемпіон Нідерландів (2):

ПСВ: 2015-16, 2017-18
- Володар Суперкубка Нідерландів (2):

ПСВ: 2021, 2022
- Володар Кубка Нідерландів (1):

ПСВ: 2021-22